# Sufgerukte Wallies
De Sufgerukte Wallies is een Nederlandse band die in 1987 is opgericht naar aanleiding van het overlijden van de Urmondse levenszanger Wallie Verheezen. De groep opereert vanuit een uitgeleefd huis in Maastricht en omschrijft haar eigen geluid als "galeislavenrock". Dit kan omschreven worden als een absurdistisch mengsel van chanson, punk, smartlap, rock, country, blues en hoempa. Teksten worden gezongen in het Nederlands, Frans, Duits, Limburgs en Engels. De band geniet een cultstatus; met name in Limburg, Zuid-Vlaanderen, West-Vlaanderen en Hilvarenbeek.
De Wallies gaven hun officieel laatste concert op 30 september 2000 in de Nor in Heerlen. Hierna werd nog wel sporadisch opgetreden. In mei 2006 overleed Bart Vonk, alias Dingo Vonk, een van de leden van de band.
In 2020, vijftien jaar na het einde van de Sufgerukte Wallies, verscheen The nicest girl the world had been. Het merendeel van de veertien liedjes op deze cd stamt uit de jaren negentig van de vorige eeuw. Bijgeleverd werd een USB-stick met daarop "zo ongeveer alles wat er op de Wallieszolders rondslingerde aan posters, krantenknipsels, contracten, maar ook radio-interviews, wazige concertfilmpjes. En integraal de vorige twee albums, Zebulon zal wonen in het licht en Paterpiopriester". De band gaf echter aan dat er geen sprake was van een 'wederopstanding'.

## Discografie
- Mijn vriend Toto, cassette (1989)
- Zebulon zal wonen in het licht, langspeelplaat (1991)
- Prison Tape, cassette (1992)
- Paterpiopriester, compact disc (1994)
- The nicest girl the world has been, compact disc (2020)

## Bezetting
- Liefdesspelonk Vonk: solozang, achtergrondzang, vormgeving, debutantengitaar, melodica.
- Willem Windekind: sologitaar, slaggitaar (zowel akoestisch als elektrisch), achtergrondzang, solozang.
- Dingo Vonk: drums, slagwerk, slaggitaar, sologitaar, trompet, sampler, achtergrondzang.
- Sunny Pedaal: elektronisch orgel, synthesizers, accordeon, akoestische gitaar, drums, slagwerk, mondharmonica, viool, achtergrondzang, solozang.
- Safari Safari: basgitaar, akoestische gitaar, achtergrondzang, solozang.